# Boys Love gekijouban
Boys Love gekijouban (BOYS LOVE 劇場版?) è un film del 2007 diretto da Kotaro Terauchi.
Si tratta del sequel del film Boys Love sempre diretto da Terauchi nel 2006. Il cast risulta completamente rinnovato, tranne che per il protagonista; i personaggi vengono meglio caratterizzati e approfondite le loro psicologie e scelte di vita.

## Trama
Kairo è un professore di una prestigiosissima scuola privata gestita da preti cattolici. Un giorno, dopo aver litigato con la sua ragazza ed averla  lasciata, incontra un ragazzetto che gli offre immediatamente la consolazione ed il conforto di cui aveva bisogno in quel particolare momento della sua vita. Più tardi finiscono a letto assieme in un Love hotel.    
Poco dopo nella stessa classe dove si trova ad insegnar giunge un nuovo alunno, trasferitosi da poco in quella zona, Sora: ed è ovviamente il ragazzo con cui era stato assieme in precedenza, quella triste sera. Kairo cerca di tener nascosta la loro relazione passata, mantenendo segreti tutti i legami che via via vengono ad unir lui e Sora. Regola inderogabile del liceo è che gl'insegnanti non abbiano in alcun modo rapporti esterni alla scuola con gli alunni.
Ma Sora non si lascia certo scoraggiare per così poco; alla fine riuscirà ad attirare a sé il giovane professore: ma altri due studenti, uno dei quali compagno di stanza di Sora al convitto e segretamente innamorato di lui, s'interporranno cercando di rovinar tutto. Il ragazzo verrà espulso, ma Kairo non se la sentirà proprio di abbandonarlo al suo fato.

## Manga
Il film, insieme al suo prequel, è stato trasposto in un manga creato da Kaim Tachibana e anch'esso intitolato Boys Love.